# Lathyrus latidentatus
Lathyrus latidentatus är en ärtväxtart som beskrevs av Jelen. Lathyrus latidentatus ingår i släktet vialer, och familjen ärtväxter. Inga underarter finns listade i Catalogue of Life.